# Меннан Джаманаклы
Менна́н Джаманаклы́ (крымскотат. Mennan Camanaqlı; 1916, Евпаторийский уезд, Таврическая губерния — сентябрь 1942, Севастополь, Крымская АССР), настоящее имя Меннан Решид Оглу Решидов (крымскотат. Mennan Reşid oğlu Reşidov), — крымскотатарский писатель. Погиб во время обороны Севастополя. Брат писателя Керима Джаманаклы.

## Биография
Родился 1916 году в селе Джаманак Евпаторийского уезда в крестьянской семье Фатьмы Эмирамет и Абдурешита Таира Решидовых. Кроме него в семь было пять братьев и сестра. Один из братьев — поэт Керим Джаманаклы (1905—1965).
Окончил сельскую школу и строительный техникум в Симферополе. Во время учёбы в техникуме начал писать стихи. Его стихи печатались в крымских газетах и журналах 1930-х годов. Как и его родной брат публиковался под псевдонимом Джаманаклы. После поездки на Кавказ написал цикл стихов «Кавказ йырлары» (1936).
В 1938 году был призван на флот. Участник Великой Отечественной войны. Войну начал в звании сержанта и политработника 22-й армии ВМФ. Служил писарем Севастопольского оборонного рубежа Черноморского флота. В 1939 году в журнале «Эдибият ве культура» было опубликовано его стихотворение. Во время войны занимался оформлением плакатов и транспарантов. Последнее письмо родственникам отправил 15 августа 1942 года. Погиб в сентябре 1942 года во время обороны Севастополя. Считался пропавшим без вести.
Его стихи были опубликованы уже после смерти, в 1970 году в Ташкенте в сборнике «Он экилернинъ хатиреси» («Память о двенадцати»).